# ベルンハルト1世 (シェイエルン伯)
ベルンハルト1世（ドイツ語: Bernhard I.、？ - 1102年/1104年3月2日）はオットー1世の息子で、シェイエルン伯。

## 生涯
1091年5月11日までフライジングのフォークト（代官）で、ほかにはヴァイエンシュテファンとテーゲルンジーのフォークトも務め、1091年から1104年までシェイエルン伯であった。

## 家族
妻や子供はなかったとされる。